# Olympische Sommerspiele 1972/Radsport – Sprint Bahn (Männer)
Der Bahnradsprint der Männer bei den Olympischen Spielen 1972 wurde vom 1. bis 2. September ausgetragen.

## Ergebnisse

### 1. Runde

#### Lauf 1
| Rang | Athlet                | Nation     | Zeit (s) | Anm. |
| ---- | --------------------- | ---------- | -------- | ---- |
| 1    | Daniel Morelon        | Frankreich | 11,71    | Q    |
| 2    | Hector Edwards        | Barbados   | –        | H    |
| 3    | Suriya Chiarasapawong | Thailand   | –        | H    |

#### Lauf 2
| Rang | Athlet         | Nation         | Zeit (s) | Anm. |
| ---- | -------------- | -------------- | -------- | ---- |
| 1    | Serhij Krawzow | Sowjetunion    | 11,83    | Q    |
| 2    | Taworn Tarwan  | Thailand       | –        | H    |
| 3    | Shue Ming-fa   | Republik China | –        | H    |

#### Lauf 3
| Rang | Athlet         | Nation              | Zeit (s) | Anm. |
| ---- | -------------- | ------------------- | -------- | ---- |
| 1    | Ivan Kučírek   | Tschechoslowakei    | 11,78    | Q    |
| 2    | Winston Attong | Trinidad und Tobago | –        | H    |
| 3    | Kensley Reece  | Barbados            | –        | H    |

#### Lauf 4
| Rang | Athlet          | Nation             | Zeit (s) | Anm. |
| ---- | --------------- | ------------------ | -------- | ---- |
| 1    | Gérard Quintyn  | Frankreich         | 11,40    | Q    |
| 2    | Yoshikazu Chō   | Japan              | –        | H    |
| 3    | Jeffrey Spencer | Vereinigte Staaten | –        | H    |

#### Lauf 5
| Rang | Athlet       | Nation   | Zeit (s) | Anm. |
| ---- | ------------ | -------- | -------- | ---- |
| 1    | Ezio Cardi   | Italien  | 11,92    | Q    |
| 2    | Félix Suárez | Spanien  | –        | H    |
| 3    | Daud Ibrahim | Malaysia | –        | H    |

#### Lauf 6
| Rang | Athlet              | Nation     | Zeit (s) | Anm. |
| ---- | ------------------- | ---------- | -------- | ---- |
| 1    | John Nicholson      | Australien | 11,20    | Q    |
| 2    | Ed McRae            | Kanada     | –        | H    |
| –    | Mabruk Ilmarimi Mah | Libanon    | DNS      |      |

#### Lauf 7
| Rang | Athlet                 | Nation      | Zeit (s) | Anm. |
| ---- | ---------------------- | ----------- | -------- | ---- |
| 1    | Peter van Doorn        | Niederlande | 11,58    | Q    |
| 2    | Yaichi Numata          | Japan       | –        | H    |
| –    | Ahmed Abdussal Gariani | Libanon     | DNS      |      |

#### Lauf 8
| Rang | Athlet         | Nation      | Zeit (s) | Anm. |
| ---- | -------------- | ----------- | -------- | ---- |
| 1    | Omar Pchakadse | Sowjetunion | 11,64    | Q    |
| 2    | Andrzej Bek    | Polen       | –        | H    |
| 3    | Honson Chin    | Jamaika     | –        | H    |

#### Lauf 9
| Rang | Athlet         | Nation    | Zeit (s) | Anm. |
| ---- | -------------- | --------- | -------- | ---- |
| 1    | Jürgen Geschke | DDR       | 11,52    | Q    |
| 2    | Jairo Díaz     | Kolumbien | –        | H    |
| –    | Behrouz Rahbar | Iran      | DNS      |      |

#### Lauf 10
| Rang | Athlet             | Nation         | Zeit (s) | Anm. |
| ---- | ------------------ | -------------- | -------- | ---- |
| 1    | Karl Köther        | BR Deutschland | 11,30    | Q    |
| 2    | Peder Pedersen     | Dänemark       | –        | H    |
| –    | Gholamhosain Koohi | Iran           | DNS      |      |

#### Lauf 11
| Rang | Athlet          | Nation           | Zeit (s) | Anm. |
| ---- | --------------- | ---------------- | -------- | ---- |
| 1    | Vladimír Vačkář | Tschechoslowakei | 11,89    | Q    |
| 2    | Klaas Balk      | Niederlande      | –        | H    |
| 3    | Carlos Galeano  | Kolumbien        | –        | H    |

#### Lauf 12
| Rang | Athlet            | Nation             | Zeit (s) | Anm. |
| ---- | ----------------- | ------------------ | -------- | ---- |
| 1    | Massimo Marino    | Italien            | 11,83    | Q    |
| 2    | Roger Young       | Vereinigte Staaten | –        | H    |
| 3    | Geoffery Burnside | Bahamas            | –        | H    |

#### Lauf 13
| Rang | Athlet          | Nation              | Zeit (s) | Anm. |
| ---- | --------------- | ------------------- | -------- | ---- |
| 1    | Dieter Berkmann | BR Deutschland      | 11,71    | Q    |
| 2    | Leslie King     | Trinidad und Tobago | –        | H    |
| 3    | Arturo Cambroni | Mexiko              | –        | H    |

#### Lauf 14
| Rang | Athlet           | Nation     | Zeit (s) | Anm. |
| ---- | ---------------- | ---------- | -------- | ---- |
| 1    | Niels Fredborg   | Dänemark   | 12,16    | Q    |
| 2    | Maurice Hugh-Sam | Jamaika    | –        | H    |
| –    | Harry Kent       | Neuseeland | DNS      |      |

#### Lauf 15
| Rang | Athlet         | Nation         | Zeit (s) | Anm. |
| ---- | -------------- | -------------- | -------- | ---- |
| 1    | Benedykt Kocot | Polen          | 11,44    | Q    |
| 2    | Geoff Cooke    | Großbritannien | –        | H    |
| 3    | Manu Snellinx  | Belgien        | –        | H    |

#### Lauf 16
| Rang | Athlet          | Nation         | Zeit (s) | Anm. |
| ---- | --------------- | -------------- | -------- | ---- |
| 1    | Carlos Reybaud  | Argentinien    | 11,50    | Q    |
| 2    | Werner Otto     | DDR            | –        | H    |
| 3    | Ernie Crutchlow | Großbritannien | –        | H    |

#### Lauf 17
| Rang | Athlet        | Nation      | Zeit (s)  | Anm. |
| ---- | ------------- | ----------- | --------- | ---- |
| 1    | Robert Maveau | Belgien     | unbekannt | Q    |
| 2    | Víctor Limba  | Argentinien | –         | H    |
| 3    | Neville Hunte | Guyana      | –         | H    |

### Hoffnungsläufe 1. Runde

#### Hoffnungslauf 1
| Rang | Athlet          | Nation             | Zeit (s) | Anm. |
| ---- | --------------- | ------------------ | -------- | ---- |
| 1    | Jeffrey Spencer | Vereinigte Staaten | 12,46    | Q    |
| 2    | Hector Edwards  | Barbados           | –        |      |

#### Hoffnungslauf 2
| Rang | Athlet                | Nation              | Zeit (s) | Anm. |
| ---- | --------------------- | ------------------- | -------- | ---- |
| 1    | Leslie King           | Trinidad und Tobago | 11,62    | Q    |
| 2    | Werner Otto           | DDR                 | –        |      |
| 3    | Suriya Chiarasapawong | Thailand            | –        |      |

#### Hoffnungslauf 3
| Rang | Athlet        | Nation   | Zeit (s) | Anm. |
| ---- | ------------- | -------- | -------- | ---- |
| 1    | Neville Hunte | Guyana   | 11,54    | Q    |
| 2    | Taworn Tarwan | Thailand | –        |      |
| 3    | Manu Snellinx | Belgien  | –        |      |

#### Hoffnungslauf 4
| Rang | Athlet        | Nation         | Zeit (s) | Anm. |
| ---- | ------------- | -------------- | -------- | ---- |
| 1    | Yoshikazu Chō | Japan          | 11,17    | Q    |
| 2    | Félix Suárez  | Spanien        | –        |      |
| 3    | Shue Ming-fa  | Republik China | –        |      |

#### Hoffnungslauf 5
| Rang | Athlet          | Nation              | Zeit (s) | Anm. |
| ---- | --------------- | ------------------- | -------- | ---- |
| 1    | Ernie Crutchlow | Großbritannien      | 11,41    | Q    |
| 2    | Jairo Díaz      | Kolumbien           | –        |      |
| 3    | Winston Attong  | Trinidad und Tobago | –        |      |

#### Hoffnungslauf 6
| Rang | Athlet        | Nation             | Zeit (s) | Anm. |
| ---- | ------------- | ------------------ | -------- | ---- |
| 1    | Roger Young   | Vereinigte Staaten | 11,99    | Q    |
| 2    | Kensley Reece | Barbados           | –        |      |

#### Hoffnungslauf 7
| Rang | Athlet           | Nation      | Zeit (s) | Anm. |
| ---- | ---------------- | ----------- | -------- | ---- |
| 1    | Klaas Balk       | Niederlande | 12,02    | Q    |
| 2    | Maurice Hugh-Sam | Jamaika     | –        |      |
| 3    | Daud Ibrahim     | Malaysia    | –        |      |

#### Hoffnungslauf 8
| Rang | Athlet        | Nation  | Zeit (s) | Anm. |
| ---- | ------------- | ------- | -------- | ---- |
| 1    | Honson Chin   | Jamaika | 11,90    | Q    |
| 2    | Yaichi Numata | Japan   | –        |      |

#### Hoffnungslauf 9
| Rang | Athlet       | Nation      | Zeit (s)  | Anm. |
| ---- | ------------ | ----------- | --------- | ---- |
| 1    | Ed McRae     | Kanada      | unbekannt | Q    |
| 2    | Víctor Limba | Argentinien | –         |      |

#### Hoffnungslauf 10
| Rang | Athlet          | Nation | Zeit (s) | Anm. |
| ---- | --------------- | ------ | -------- | ---- |
| 1    | Andrzej Bek     | Polen  | 11,86    | Q    |
| 2    | Arturo Cambroni | Mexiko | –        |      |

#### Hoffnungslauf 11
| Rang | Athlet            | Nation   | Zeit (s) | Anm. |
| ---- | ----------------- | -------- | -------- | ---- |
| 1    | Peder Pedersen    | Dänemark | 11,34    | Q    |
| 2    | Geoffery Burnside | Bahamas  | –        |      |

#### Hoffnungslauf 12
| Rang | Athlet         | Nation         | Zeit (s) | Anm. |
| ---- | -------------- | -------------- | -------- | ---- |
| 1    | Geoff Cooke    | Großbritannien | 12,27    | Q    |
| 2    | Carlos Galeano | Kolumbien      | –        |      |

### 2. Runde

#### Lauf 1
| Rang | Athlet         | Nation     | Zeit (s) | Anm. |
| ---- | -------------- | ---------- | -------- | ---- |
| 1    | Daniel Morelon | Frankreich | 12,26    | Q    |
| 2    | Neville Hunte  | Guyana     | –        | H    |

#### Lauf 2
| Rang | Athlet          | Nation             | Zeit (s) | Anm. |
| ---- | --------------- | ------------------ | -------- | ---- |
| 1    | Serhij Krawzow  | Sowjetunion        | 11,35    | Q    |
| 2    | Geoff Cooke     | Großbritannien     | –        | H    |
| 3    | Jeffrey Spencer | Vereinigte Staaten | –        | H    |

#### Lauf 3
| Rang | Athlet       | Nation              | Zeit (s) | Anm. |
| ---- | ------------ | ------------------- | -------- | ---- |
| 1    | Leslie King  | Trinidad und Tobago | 11,77    | Q    |
| 2    | Ivan Kučírek | Tschechoslowakei    | –        | H    |
| 3    | Roger Young  | Vereinigte Staaten  | –        | H    |

#### Lauf 4
| Rang | Athlet         | Nation      | Zeit (s)  | Anm. |
| ---- | -------------- | ----------- | --------- | ---- |
| 1    | Gérard Quintyn | Frankreich  | unbekannt | Q    |
| 2    | Carlos Reybaud | Argentinien | –         | H    |
| 3    | Klaas Balk     | Niederlande | –         | H    |

#### Lauf 5
| Rang | Athlet          | Nation           | Zeit (s) | Anm. |
| ---- | --------------- | ---------------- | -------- | ---- |
| 1    | Vladimír Vačkář | Tschechoslowakei | 11,83    | Q    |
| 2    | Ezio Cardi      | Italien          | –        | H    |
| 3    | Andrzej Bek     | Polen            | –        | H    |

#### Lauf 6
| Rang | Athlet         | Nation     | Zeit (s) | Anm. |
| ---- | -------------- | ---------- | -------- | ---- |
| 1    | John Nicholson | Australien | 11,92    | Q    |
| 2    | Niels Fredborg | Dänemark   | –        | H    |
| 3    | Honson Chin    | Jamaika    | –        | H    |

#### Lauf 7
| Rang | Athlet          | Nation         | Zeit (s) | Anm. |
| ---- | --------------- | -------------- | -------- | ---- |
| 1    | Peder Pedersen  | Dänemark       | 11,69    | Q    |
| 2    | Dieter Berkmann | BR Deutschland | –        | H    |
| 3    | Peter van Doorn | Niederlande    | –        | H    |

#### Lauf 8
| Rang | Athlet         | Nation      | Zeit (s) | Anm. |
| ---- | -------------- | ----------- | -------- | ---- |
| 1    | Robert Maveau  | Belgien     | 11,98    | Q    |
| 2    | Omar Pchakadse | Sowjetunion | –        | H    |
| 3    | Ed McRae       | Kanada      | –        | H    |

#### Lauf 9
| Rang | Athlet          | Nation         | Zeit (s) | Anm. |
| ---- | --------------- | -------------- | -------- | ---- |
| 1    | Jürgen Geschke  | DDR            | 11,53    | Q    |
| 2    | Benedykt Kocot  | Polen          | –        | H    |
| 3    | Ernie Crutchlow | Großbritannien | –        | H    |

#### Lauf 10
| Rang | Athlet         | Nation         | Zeit (s) | Anm. |
| ---- | -------------- | -------------- | -------- | ---- |
| 1    | Karl Köther    | BR Deutschland | 11,37    | Q    |
| 2    | Yoshikazu Chō  | Japan          | –        | H    |
| 3    | Massimo Marino | Italien        | –        | H    |

### Hoffnungsläufe 2. Runde

#### Hoffnungslauf 1
| Rang | Athlet          | Nation             | Zeit (s) | Anm. |
| ---- | --------------- | ------------------ | -------- | ---- |
| 1    | Ivan Kučírek    | Tschechoslowakei   | 12,27    | Q    |
| 2    | Jeffrey Spencer | Vereinigte Staaten | –        |      |

#### Hoffnungslauf 2
| Rang | Athlet         | Nation      | Zeit (s) | Anm. |
| ---- | -------------- | ----------- | -------- | ---- |
| 1    | Klaas Balk     | Niederlande | 11,68    | Q    |
| 2    | Benedykt Kocot | Polen       | –        |      |

#### Hoffnungslauf 3
| Rang | Athlet      | Nation             | Zeit (s) | Anm. |
| ---- | ----------- | ------------------ | -------- | ---- |
| 1    | Ezio Cardi  | Italien            | 11,93    | Q    |
| 2    | Roger Young | Vereinigte Staaten | –        |      |

#### Hoffnungslauf 4
| Rang | Athlet          | Nation         | Zeit (s) | Anm. |
| ---- | --------------- | -------------- | -------- | ---- |
| 1    | Andrzej Bek     | Polen          | 11,87    | Q    |
| 2    | Dieter Berkmann | BR Deutschland | –        |      |

#### Hoffnungslauf 5
| Rang | Athlet         | Nation   | Zeit (s) | Anm. |
| ---- | -------------- | -------- | -------- | ---- |
| 1    | Niels Fredborg | Dänemark | 11,96    | Q    |
| 2    | Honson Chin    | Jamaika  | –        |      |

#### Hoffnungslauf 6
| Rang | Athlet          | Nation         | Zeit (s) | Anm. |
| ---- | --------------- | -------------- | -------- | ---- |
| 1    | Omar Pchakadse  | Sowjetunion    | 11,56    | Q    |
| 2    | Ernie Crutchlow | Großbritannien | –        |      |
| 3    | Neville Hunte   | Guyana         | –        |      |

#### Hoffnungslauf 7
| Rang | Athlet          | Nation      | Zeit (s) | Anm. |
| ---- | --------------- | ----------- | -------- | ---- |
| 1    | Peter van Doorn | Niederlande | 11,74    | Q    |
| 2    | Yoshikazu Chō   | Japan       | –        |      |
| 3    | Ed McRae        | Kanada      | –        |      |

#### Hoffnungslauf 8
| Rang | Athlet         | Nation         | Zeit (s) | Anm. |
| ---- | -------------- | -------------- | -------- | ---- |
| 1    | Massimo Marino | Italien        | 11,68    | Q    |
| 2    | Carlos Reybaud | Argentinien    | –        |      |
| 3    | Geoff Cooke    | Großbritannien | –        |      |

### Achtelfinale

#### Achtelfinale 1
| Rang | Athlet          | Nation      | Zeit (s) | Anm. |
| ---- | --------------- | ----------- | -------- | ---- |
| 1    | Daniel Morelon  | Frankreich  | 12,26    | Q    |
| 2    | Niels Fredborg  | Dänemark    | –        | H    |
| 3    | Peter van Doorn | Niederlande | –        | H    |

#### Achtelfinale 2
| Rang | Athlet         | Nation      | Zeit (s) | Anm. |
| ---- | -------------- | ----------- | -------- | ---- |
| 1    | Klaas Balk     | Niederlande | 11,48    | Q    |
| 2    | Andrzej Bek    | Polen       | –        | H    |
| 3    | Serhij Krawzow | Sowjetunion | –        | H    |

#### Achtelfinale 3
| Rang | Athlet         | Nation     | Zeit (s) | Anm. |
| ---- | -------------- | ---------- | -------- | ---- |
| 1    | Massimo Marino | Italien    | 11,40    | Q    |
| 2    | Robert Maveau  | Belgien    | –        | H    |
| 3    | Gérard Quintyn | Frankreich | –        | H    |

#### Achtelfinale 4
| Rang | Athlet          | Nation           | Zeit (s) | Anm. |
| ---- | --------------- | ---------------- | -------- | ---- |
| 1    | Omar Pchakadse  | Sowjetunion      | 11,43    | Q    |
| 2    | Karl Köther     | BR Deutschland   | –        | H    |
| 3    | Vladimír Vačkář | Tschechoslowakei | –        | H    |

#### Achtelfinale 5
| Rang | Athlet         | Nation              | Zeit (s) | Anm. |
| ---- | -------------- | ------------------- | -------- | ---- |
| 1    | Jürgen Geschke | DDR                 | 11,42    | Q    |
| 2    | Ezio Cardi     | Italien             | –        | H    |
| 3    | Leslie King    | Trinidad und Tobago | –        | H    |

#### Achtelfinale 6
| Rang | Athlet         | Nation           | Zeit (s) | Anm. |
| ---- | -------------- | ---------------- | -------- | ---- |
| 1    | John Nicholson | Australien       | 11,67    | Q    |
| 2    | Ivan Kučírek   | Tschechoslowakei | –        | H    |
| 3    | Peder Pedersen | Dänemark         | –        | H    |

### Hoffnungsläufe Achtelfinale

#### Hoffnungslauf 1
| Rang | Athlet         | Nation           | Zeit (s) | Anm. |
| ---- | -------------- | ---------------- | -------- | ---- |
| 1    | Niels Fredborg | Dänemark         | 11,91    | Q    |
| 2    | Ivan Kučírek   | Tschechoslowakei | –        |      |
| 3    | Gérard Quintyn | Frankreich       | –        |      |

#### Hoffnungslauf 2
| Rang | Athlet          | Nation      | Zeit (s) | Anm. |
| ---- | --------------- | ----------- | -------- | ---- |
| 1    | Peter van Doorn | Niederlande | 11,59    | Q    |
| 2    | Robert Maveau   | Belgien     | –        |      |
| 3    | Ezio Cardi      | Italien     | –        |      |

#### Hoffnungslauf 3
| Rang | Athlet         | Nation              | Zeit (s) | Anm. |
| ---- | -------------- | ------------------- | -------- | ---- |
| 1    | Karl Köther    | BR Deutschland      | 11,40    | Q    |
| 2    | Leslie King    | Trinidad und Tobago | –        |      |
| 3    | Serhij Krawzow | Sowjetunion         | –        |      |

#### Hoffnungslauf 4
| Rang | Athlet          | Nation           | Zeit (s) | Anm. |
| ---- | --------------- | ---------------- | -------- | ---- |
| 1    | Vladimír Vačkář | Tschechoslowakei | 11,46    | Q    |
| 2    | Peder Pedersen  | Dänemark         | –        |      |
| 3    | Andrzej Bek     | Polen            | –        |      |

### Hoffnungsläufe Achtelfinale Finalrunde

#### Lauf 1
| Rang | Athlet         | Nation         | Zeit (s) | Anm. |
| ---- | -------------- | -------------- | -------- | ---- |
| 1    | Niels Fredborg | Dänemark       | 11,59    | Q    |
| 2    | Karl Köther    | BR Deutschland | –        |      |

#### Lauf 2
| Rang | Athlet          | Nation           | Zeit (s) | Anm. |
| ---- | --------------- | ---------------- | -------- | ---- |
| 1    | Peter van Doorn | Niederlande      | 11,61    | Q    |
| 2    | Vladimír Vačkář | Tschechoslowakei | –        |      |

### Viertelfinale

#### Viertelfinale 1
| Rang | Athlet          | Nation      | Lauf 1   | Lauf 1 | Lauf 2   | Lauf 2 | Lauf 3   | Lauf 3 | Anm. |
| Rang | Athlet          | Nation      | Zeit (s) | Rang   | Zeit (s) | Rang   | Zeit (s) | Rang   | Anm. |
| ---- | --------------- | ----------- | -------- | ------ | -------- | ------ | -------- | ------ | ---- |
| 1    | Daniel Morelon  | Frankreich  | 11,78    | 1      | 11,78    | 1      | —        | —      | Q    |
| 2    | Peter van Doorn | Niederlande | –        | 2      | –        | 2      | —        | —      |      |

#### Viertelfinale 2
| Rang | Athlet         | Nation     | Lauf 1   | Lauf 1 | Lauf 2   | Lauf 2 | Lauf 3   | Lauf 3 | Anm. |
| Rang | Athlet         | Nation     | Zeit (s) | Rang   | Zeit (s) | Rang   | Zeit (s) | Rang   | Anm. |
| ---- | -------------- | ---------- | -------- | ------ | -------- | ------ | -------- | ------ | ---- |
| 1    | John Nicholson | Australien | 11,68    | 1      | 11,59    | 1      | —        | —      | Q    |
| 2    | Niels Fredborg | Dänemark   | –        | 2      | –        | 2      | —        | —      |      |

#### Viertelfinale 3
| Rang | Athlet         | Nation      | Lauf 1   | Lauf 1 | Lauf 2   | Lauf 2 | Lauf 3   | Lauf 3 | Anm. |
| Rang | Athlet         | Nation      | Zeit (s) | Rang   | Zeit (s) | Rang   | Zeit (s) | Rang   | Anm. |
| ---- | -------------- | ----------- | -------- | ------ | -------- | ------ | -------- | ------ | ---- |
| 1    | Klaas Balk     | Niederlande | –        | 2      | 11,58    | 1      | 11,47    | 1      | Q    |
| 2    | Jürgen Geschke | DDR         | 11,63    | 1      | –        | 2      | –        | 2      |      |

#### Viertelfinale 4
| Rang | Athlet         | Nation      | Lauf 1   | Lauf 1 | Lauf 2   | Lauf 2 | Lauf 3   | Lauf 3 | Anm. |
| Rang | Athlet         | Nation      | Zeit (s) | Rang   | Zeit (s) | Rang   | Zeit (s) | Rang   | Anm. |
| ---- | -------------- | ----------- | -------- | ------ | -------- | ------ | -------- | ------ | ---- |
| 1    | Omar Pchakadse | Sowjetunion | 11,34    | 1      | –        | 2      | 11,65    | 1      | Q    |
| 2    | Massimo Marino | Italien     | –        | 2      | 11,47    | 1      | –        | 2      |      |

### Halbfinale

#### Halbfinale 1
| Rang | Athlet         | Nation      | Lauf 1   | Lauf 1 | Lauf 2   | Lauf 2 | Lauf 3   | Lauf 3 | Anm. |
| Rang | Athlet         | Nation      | Zeit (s) | Rang   | Zeit (s) | Rang   | Zeit (s) | Rang   | Anm. |
| ---- | -------------- | ----------- | -------- | ------ | -------- | ------ | -------- | ------ | ---- |
| 1    | Daniel Morelon | Frankreich  | 11,55    | 1      | 11,49    | 1      | —        | —      | Q    |
| 2    | Klaas Balk     | Niederlande | –        | 2      | –        | 2      | —        | —      | B    |

#### Halbfinale 2
| Rang | Athlet         | Nation      | Lauf 1   | Lauf 1 | Lauf 2   | Lauf 2 | Lauf 3   | Lauf 3 | Anm. |
| Rang | Athlet         | Nation      | Zeit (s) | Rang   | Zeit (s) | Rang   | Zeit (s) | Rang   | Anm. |
| ---- | -------------- | ----------- | -------- | ------ | -------- | ------ | -------- | ------ | ---- |
| 1    | John Nicholson | Australien  | 11,30    | 1      | 11,47    | 1      | —        | —      | Q    |
| 2    | Omar Pchakadse | Sowjetunion | –        | 2      | –        | 2      | —        | —      | B    |

### Finalrunde

#### Duell um Bronze
| Rang | Athlet         | Nation      | Lauf 1   | Lauf 1 | Lauf 2   | Lauf 2 | Lauf 3   | Lauf 3 |
| Rang | Athlet         | Nation      | Zeit (s) | Rang   | Zeit (s) | Rang   | Zeit (s) | Rang   |
| ---- | -------------- | ----------- | -------- | ------ | -------- | ------ | -------- | ------ |
| 3    | Omar Pchakadse | Sowjetunion | –        | 2      | 12,12    | 1      | 11,34    | 1      |
| 4    | Klaas Balk     | Niederlande | 11,62    | 1      | –        | 2      | –        | 2      |

#### Finale
| Rang | Athlet         | Nation     | Lauf 1   | Lauf 1 | Lauf 2   | Lauf 2 | Lauf 3   | Lauf 3 |
| Rang | Athlet         | Nation     | Zeit (s) | Rang   | Zeit (s) | Rang   | Zeit (s) | Rang   |
| ---- | -------------- | ---------- | -------- | ------ | -------- | ------ | -------- | ------ |
| 1    | Daniel Morelon | Frankreich | 11,69    | 1      | 11,25    | 1      | —        | —      |
| 2    | John Nicholson | Australien | –        | 2      | –        | 2      | —        | —      |